# Бальде, Ибраима
Ибраима́ Бальде́ (фр. Ibrahima Baldé; 4 апреля 1989, Дакар, Сенегал) — сенегальский футболист, нападающий клуба «Гиресунспор». В 2012—2013 годах выступал за сборную Сенегала. Участник летних Олимпийских игр 2012 года в Лондоне.

## Клубная карьера
В 2006 году отправился в Аргентину, где выступал за молодёжные команды клубов «Аргентинос Хуниорс» и «Велес Сарсфилд».

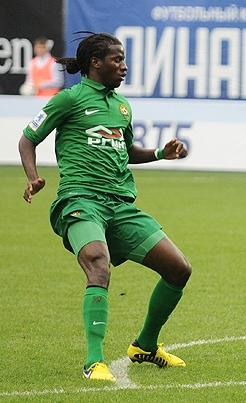
Бальде в составе «Кубани»

С 2008 по 2010 год играл за «Атлетико Мадрид Б» (18 матчей, 8 голов), с 2010 по 2011 выступал за главную команду «Атлетико Мадрид» (18 игр, 3 мяча). Сезон 2010/11 отыграл на правах аренды за «Нумансию» (18 встреч, 6 голов). 13 апреля 2011 года подписал трёхлетний контракт с клубом «Осасуна».
В июле 2012 года перешёл в «Кубань», о чём было официально объявлено 19 июля. Переход нападающего «Осасуны» Ибраима Бальде обошелся «Кубани» в 3,5 миллиона евро. Треть этой суммы — 1,16 миллиона евро — получит мадридский «Атлетико», за который сенегальский форвард играл в период с 2008 по 2011 год.
В своём дебютном матче за «Кубань», 27 августа 2012 года против «Волги», сделал «дубль». Всего в чемпионате России 2012/13 забил 8 голов в 23 матчах.
22 августа 2013 года в матче квалификационного раунда Лиги Европы против нидерландского «Фейеноорда» Бальде забил единственный гол и помог своей команде победить.
1 июля 2016 покинул "Кубань".
31 июля 2016 подписал контракт с французским клубом "Реймс".
В июле 2017 подписал двухлетний контракт с румынским клубом ЧФР, где воссоединился с Даном Петреску.

## Международная карьера
2 июня 2012 года в матче отборочного турнира чемпионата мира 2014 года против сборной Либерии Бальде дебютировал за сборную Сенегала. В этой встрече он забил свой первый гол за национальную команду. В том же году в составе сборной Ибраима поехал на Олимпийские игры в Лондон. На турнире он принял участие во всех трёх матчах и забил гол в ворота будущих победителей, сборной Мексики.

## Достижения
«Кубань»
- Финалист кубка России: 2014/15

## Статистика

### Клубная статистика
| Выступление       | Выступление      | Выступление      | Чемпионат | Чемпионат | Кубки | Кубки | Еврокубки | Еврокубки | Прочие | Прочие | Итого | Итого |
| Клуб              | Лига             | Сезон            | Игры      | Голы      | Игры  | Голы  | Игры      | Голы      | Игры   | Голы   | Игры  | Голы  |
| ----------------- | ---------------- | ---------------- | --------- | --------- | ----- | ----- | --------- | --------- | ------ | ------ | ----- | ----- |
| Атлетико Мадрид   | Примера          | 2009/10          | 18        | 3         | 4     | 0     | 0         | 0         | 0      | 0      | 22    | 3     |
| Атлетико Мадрид   | Итого            | Итого            | 18        | 3         | 4     | 0     | 0         | 0         | 0      | 0      | 22    | 3     |
| Нумансия (аренда) | Сегунда          | 2010/11          | 18        | 6         | 1     | 0     | 0         | 0         | 0      | 0      | 19    | 6     |
| Нумансия (аренда) | Итого            | Итого            | 18        | 6         | 1     | 0     | 0         | 0         | 0      | 0      | 19    | 6     |
| Осасуна           | Примера          | 2011/12          | 22        | 7         | 1     | 0     | 0         | 0         | 0      | 0      | 23    | 7     |
| Осасуна           | Итого            | Итого            | 22        | 7         | 1     | 0     | 0         | 0         | 0      | 0      | 23    | 7     |
| Кубань            | Премьер-лига     | 2012/13          | 23        | 8         | 0     | 0     | 0         | 0         | 0      | 0      | 23    | 8     |
| Кубань            | Премьер-лига     | 2013/14          | 19        | 7         | 0     | 0     | 10        | 2         | 0      | 0      | 29    | 9     |
| Кубань            | Премьер-лига     | 2014/15          | 19        | 5         | 5     | 2     | 0         | 0         | 0      | 0      | 24    | 7     |
| Кубань            | Премьер-лига     | 2015/16          | 21        | 4         | 2     | 0     | 0         | 0         | 0      | 0      | 23    | 4     |
| Кубань            | Итого            | Итого            | 82        | 24        | 7     | 2     | 10        | 2         | 0      | 0      | 99    | 28    |
| Реймс             | Лига 2           | 2016/17          | 0         | 0         | 0     | 0     | 0         | 0         | 0      | 0      | 0     | 0     |
| Реймс             | Итого            | Итого            | 0         | 0         | 0     | 0     | 0         | 0         | 0      | 0      | 0     | 0     |
| Всего за карьеру  | Всего за карьеру | Всего за карьеру | 140       | 40        | 13    | 2     | 10        | 2         | 0      | 0      | 163   | 44    |

по состоянию на 7 августа 2016

### Голы за сборную Сенегала
| # | Дата        | Место | Соперник | Счет | Результат | Соревнование                          |
| - | ----------- | ----- | -------- | ---- | --------- | ------------------------------------- |
| 1 | 2 июня 2012 | Дакар | Либерия  | 1:1  | 3:1       | Чемпионат мира 2014 отборочный турнир |